# ChatZilla
ChatZilla is een extensie voor Mozilla-gebaseerde webbrowsers zoals Seamonkey en Mozilla Firefox (tot en met versie 56) om te chatten op IRC-netwerken. Het programma is geschreven in JavaScript en XUL en heeft XULRunner nodig om te functioneren (standaard ingebouwd in Mozilla-browsers). ChatZilla is beschikbaar voor Windows, macOS en Linux.

## Functies
- Bestanden overbrengen via DCC.
- Thema-ondersteuning middels CSS;
- Kleurenschema voor quits, joins en links;
- Chatlogs bijhouden in tekstbestanden.

## Firefox
ChatZilla wordt in Firefox als extensie geïnstalleerd. Als het programma geïnstalleerd is, kan het onder het menu "Extra" gestart worden (vanaf Firefox 4.0 is het menu standaard verborgen; om het weer te geven dient er op ALT+X gedrukt te worden).

## Uiterlijk
De uitvoer van een IRC-kanaal is in tegenstelling tot andere IRC-clients helemaal in HTML waarbij gebruik wordt gemaakt van tabellen. Daarbij is het uiterlijk van ChatZilla door middel van CSS helemaal aan te passen aan persoonlijke wensen.

## Hulpmiddelen
- Het typen van de eerste letters van een gebruikersnaam met daarna een tab vult de rest van de naam automatisch aan.